# Fumigazione

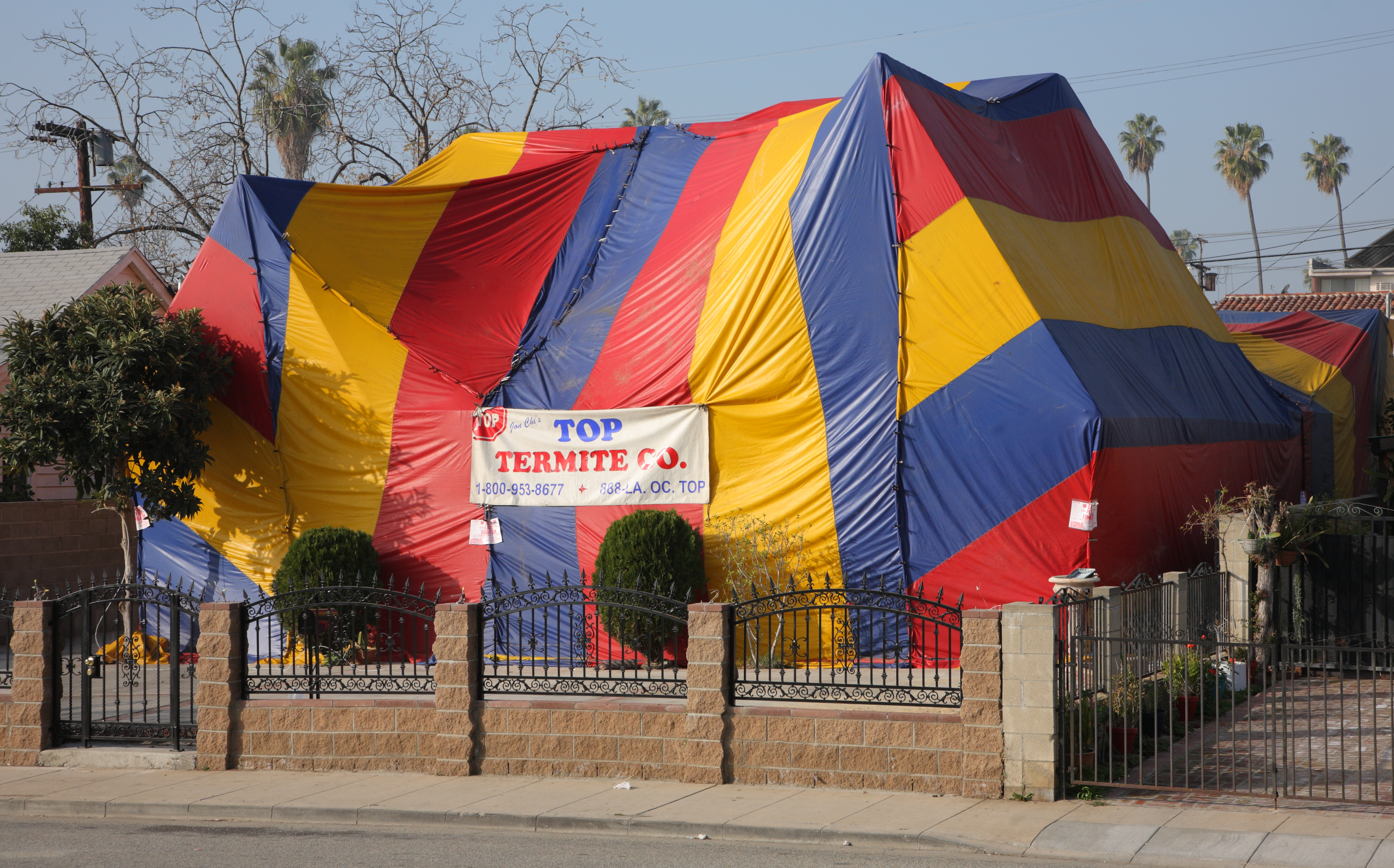
Edificio sottoposto a fumigazione.

La fumigazione è un metodo di disinfestazione tramite il quale si riempie completamente una zona con gas biocidi, definiti fumiganti, per soffocare o avvelenare tutti i parassiti e i germi all'interno.

## Il processo
Il metodo è utilizzato per la disinfestazione dei parassiti degli edifici (fumigazione strutturale), di luoghi chiusi o del terreno. Quando vengono utilizzati all'interno di locali (magazzini, mulini, ripostigli per conservare cereali, e così via), questi vengono dapprima chiusi ermeticamente, quindi disinfestati tramite l'immissione di gas e disinfettati. I fumiganti vengono utilizzati anche durante la preparazione delle merci da trasportare per impedire il trasferimento di organismi esotici. A seconda del paese in cui la merce viene esportata, infatti, può rivelarsi obbligatorio tale trattamento sugli imballi in legno. I paesi in cui all'import è obbligatorio avere legno fumigato sono Argentina, Australia, Bolivia, Brasile, Canada, Cile, Cina, Colombia, Costa Rica, Cuba, Rep. Dominicana, Ecuador, Egitto, Guyana, Guatemala, Honduras, India, Indonesia, Israele, Giamaica, Giappone, Giordania, Repubblica di Corea, Libano, Malesia, Messico, Nuova Zelanda, Nicaragua, Nigeria, Norvegia, Oman, Paraguay, Peru, Filippine, Russia, Seychelles, Sudafrica, Sri Lanka, Siria, Taiwan, Turchia, Ucraina, USA.
Questo metodo colpisce anche i parassiti annidatisi all'interno della stessa struttura fisica dei materiali, come termiti o cimici.
I fumiganti sono velenosi e si usano solo in quei locali che si possono chiudere ermeticamente: magazzini, mulini, ripostigli di cereali ed altri luoghi che debbano essere disinfettati. Il sistema è considerato un processo particolarmente pericoloso per l'uomo. Generalmente c'è bisogno di particolari e restrittive certificazioni ufficiali per il suo utilizzo così come per il trasporto dei materiali chimici utilizzati che sono fortemente tossici.

## Tipi di fumiganti
Il bromuro di metile è tra i fumiganti più utilizzati e il suo utilizzo è stato limitato dal protocollo di Montréal per il suo ruolo nella riduzione dell'ozono.
Tra i fumiganti utilizzati vi sono:
- Fosfina
- 1,3-dicloropropene
- Cloropicrina
- Isocianato di metile
- Acido cianidrico
- Fluoruro di solforile
- Formaldeide
- Iodoformio

L'acido cianidrico uccide ogni essere che utilizza l'ossigeno come fonte di vita ed è ovviamente mortale anche per l'uomo. Esso ha un odore forte e penetrante che si avvicina a quello delle mandorle e viene utilizzato solo in particolari ambienti chiusi o sigillati, come le stive delle navi e ripostigli di magazzini.
Il cloro, la formaldeide e la cloropicrina vengono utilizzati per annientare i germi portatori di malattie. Il loro particolare odore è facilmente avvertibile. Il cloro ha un'efficienza limitata mentre l'anidride solforosa può provocare l'ossidazione dei metalli e la disintegrazione dei tessuti.